# КОПЭ-М «Парус»
КОПЭ-М «Парус» — типовая серия многосекционных панельных жилых домов, появившаяся в 2003 году и получившая своё название благодаря внешнему сходству больших полукруглых лоджий с парусами. Последний дом этой серии был возведен в 2015 году.
Конструктивные характеристики и внешний вид домов типовой серии КОПЭ-М «Парус» во многом схожи с домами серий КОПЭ. Дома серии КОПЭ-М «Парус» отличаются улучшенными планировками, что делает их одними из наиболее современных и комфортных домов среди множества типовых серий. Сложный силуэт создаётся лоджиями, эркерами, полукруглыми балконами. Дома имеют большую (60 % поверхности) площадь остекления. Индивидуальность домов достигается разнообразием цветовой гаммы фасадов.
Достоинствами домов данного типа являются трехслойные панели (бетон-утеплитель-бетон) обладающие повышенной теплоизоляцией. Из недостатков можно отметить ограниченные возможности перепланировки, поскольку несущие стены домов — поперечные. Обустройство проемов в большинстве стен запрещено.
Дома этой серии производит ДСК-2, входящий в группу компаний ПИК, проект разрабатывался совместно с Моспроектом.

## Основные характеристики
| Количество секций (подъездов) | от 2 (односекционная модификация называется КОПЭ-Башня) |
| Этажность                     | 12 — 25, наиболее распространенные варианты — 23, 25    |
| Высота потолков               | 2.66                                                    |
| Лифты                         | 2 пассажирских и 1 грузопассажирский                    |
| Балконы                       | застекленные балконы, лоджии, эркеры, полуэркеры        |
| Количество квартир на этаже   | 4                                                       |
| Перспектива сноса             | Сносу не подлежат, капремонта не требуют                |

### Площади квартир
| Комнатность          | Общая, м² | Жилая, м² | Кухня, м² |
| 1-комнатная квартира | 38 — 43   | 18 — 19   | 10 — 10,4 |
| 2-комнатная квартира | 54 — 62   | 33 — 38   | 10 — 10,5 |
| 3-комнатная квартира | 75 — 82   | 46 — 54   | 10 — 13   |
| 4-комнатная квартира | 100—102   | 58 — 64   | 10,3 — 19 |

### Строительные конструкции
| Лестницы                | теплые, незадымляемые, с выходами на противопожарный общий балкон                                                         |
| Мусоропровод            | с загрузочным клапаном на каждом этаже                                                                                    |
| Вентиляция              | естественная вытяжная, блоки в кухнях и в санузлах                                                                        |
| Наружные стены          | железобетонные навесные трехслойные панели (бетон — утеплитель — бетон) общей толщиной 30 см, облицованы фасадной плиткой |
| Внутренние стены        | железобетонные сборные панели толщиной 18 и 22 см                                                                         |
| Перегородки             | гипсобетонные панели толщиной 80 мм                                                                                       |
| Междуэтажные перекрытия | крупноразмерные (на комнату) железобетонные плиты толщиной 14 см                                                          |
| Несущие стены           | все межквартирные и большинство межкомнатных                                                                              |
| Тип кровли              | плоская с рулонным покрытием и внутренним водостоком                                                                      |

## История
22-этажный вариант был выпущен в 2003 году. ГК ПИК решала задачу создать индустриальный дом, не уступающий по пластике и выразительности монолитным.
Во второй половине 2000-х годов на основе типовой серии КОПЭ-М «Парус» была разработана одно-секционная серия КОПЭ-башня, которая благодаря планировочным изменениям получила большую на 25 % площадь кухонь и квартир в целом.
С 2007 года многие дома серии КОПЭ-М «Парус» строятся с подземными гаражами или встроено-пристроенными помещениями различного назначения.

## Примечание
1. 1 2 3  Павлова-Каткова Н. Панель по-новому. Коммерсант (20 ноября 2008). Дата обращения: 5 марта 2016. Архивировано 29 марта 2017 года.
2. ↑  Шерешевский И.А. Конструкции гражданских зданий. — М.: Архитектура-С, 2005.